# Konform avbildning

En konform avbildning f som avbildar par av linjer som skär varandra i 90° till kurvor som skär varandra i 90°.

Inom matematiken är en konform avbildning en avbildning som bevarar vinklar. I det mest generella fallet sker avbildningen mellan områden i det komplexa planet. Konforma avbildningar kan definieras mellan mängder i komplexa planet, euklidiska rum och Riemannmångfalder.
Mer formellt kallas en avbildning, w = f(z) konform (eller vinkelbevarande) i z0 om den bevarar vinklar mellan kurvor som går genom punkten z0, samt vinklarnas orientering. Konforma avbildningar bevarar både vinklar och formen på en infinitesimal figur, men dock inte nödvändigtvis deras storlek.
Egenskapen konformitet kan beskrivas i termer av Jacobianens derivata. Då representerar Jacobianen matrisformen för en koordinattransformation. Om Jacobianen av transformationen överallt är en skalär multiplicerat med en rotationsmatris, är transformationen konform.

## Komplex analys
Om U är en delmängd till ℂ och f är en funktion f : U → ℂ är f konform på hela U om och endast om f är en analytisk funktion med nollskild derivata på hela U.
Enligt Riemanns avbildningssats gäller att för varje icke-tom öppen enkelt sammanhängande mängd U, som är en äkta delmängd till ℂ, finns en bijektiv konform avbildning från U till den öppna enhetsskivan i ℂ.
En avbildning från det utökade komplexa talplanet till sig själv är konform om och endast om det är en Möbiusavbildning.